# Линкс Кэнон
Линкс Кэнон (англ. Lynx Canon, род. 3 марта 1950) — порноактриса, лауреат премии XRCO Award.

## Биография
Родилась 3 марта 1950 года. Дебютировала в порноиндустрии в 1980 году, в возрасте около 30 лет.
Снималась для таких студий, как AVC, Caballero Home Video, Metro, VCA Pictures, Western Visuals и других.
В 1985 году получила премию XRCO Award в номинации Kinky Scene за фильм Nasty совместно с Джеми Гиллисом и Гэйл Стерлинг.
Из других интересных работ можно выделить спин-офф культовой картины «Дебби покоряет Даллас» под названием «Дебби покоряет всех» (Debbie Does 'Em All). Также в 1986 году выступила режиссёром, сняв фильм Where There’s Smoke для студии Tigress Production.
Ушла из индустрии в 1995 году, снявшись в 77 фильмах.

## Награды и номинации
| Год  | Награда    | Категория   | Работа | Результат |
| ---- | ---------- | ----------- | ------ | --------- |
| 1985 | XRCO Award | Kinky Scene | Nasty  | Победа    |

## Избранная фильмография
- Nasty[3] (1985)
- Debbie Does 'Em All (1986)